# Кнежевина Тарент
Кнежевина Тарент је била држава у јужној Италији која је постојала у периоду од 1088. до 1465. године.

## Историја
Кнежевина Тарент формирана је 1088. године за Боемунда I, најстаријег сина Роберта Гвискарда. Тиме је решен спор између Боемунда и његовог брата, Роџера Борсе, око наслеђивања Војводства Апулије. Кежевина је формално била подређена Краљевини Сицилији. Обухватала је територију готово читаве "пете" Апулије. Током своје дугогодишње историје, Тарент је у појединим периодима био скоро независан од Сицилије (касније и од Напуља). Од 1394. године Тарентом управљају владари Драча. Након смрти Изабеле Клермонт 1465. године, Тарент је прикључен Напуљској краљевини.